# ヤノネシダ

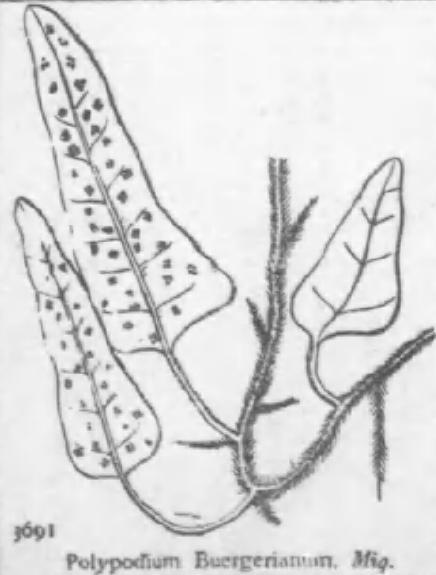
図版

ヤノネシダ Neocheiropteris subhastata (Bak.) Tagawa は、ウラボシ科のシダ植物の1つ。横に這う根茎から単葉を付けるが、その葉身が披針形で基部近くが左右に張り出すのが特徴である。

## 特徴
常緑性の草本。根茎は針金状で径2-3mm、横に長く這う。その表面には開出する鱗片がやや密に付く。鱗片は披針形で先端が尖り、長さ2-4mm、膜質で褐色から暗褐色の格子状、縁には不規則な小さな突起がある。
葉柄は不明瞭でほとんど見て取れないものから長さ10cmに達する場合まである。葉身の形態も様々で、胞子葉と栄養葉の区別も不明瞭ながらあり、胞子葉はやや幅の狭い形のはにつく。全体として葉身は長さ10-15cm、時に20cmに達する。形は胞子葉では披針形、栄養葉では三角形に近く、その表面は無毛で滑らかで、縁は滑らかか波状、基部が幅広く、時に左右に耳状に張り出す。先端に向かっては次第に狭まり、先では急に細く伸びて突き出して終わる。中肋は表裏両方に盛り上がり、葉脈は網状で主たる側脈は区別出来ない。
胞子嚢群は幅の狭い葉の葉身の裏面全体に生じる。個々の胞子嚢は円形からやや長楕円形で、径2mm、若い間は盾状の小さな鱗片に覆われる。葉の幅が狭い方が胞子嚢群が多く付く傾向があり、また胞子葉は岩や樹幹に這い上がる根茎に多く付く。
和名は矢の根シダであり、葉の形が矢の根、つまり矢じりに似ていることによる。

## 分布と生育環境
本州の関東地方南部以西、四国、九州に産し、他に中国からも知られている。
山麓部などで森林内の地上から岩の上に生じ、樹幹の低いところに這い上る例も知られる。谷筋でよく見られるとも。

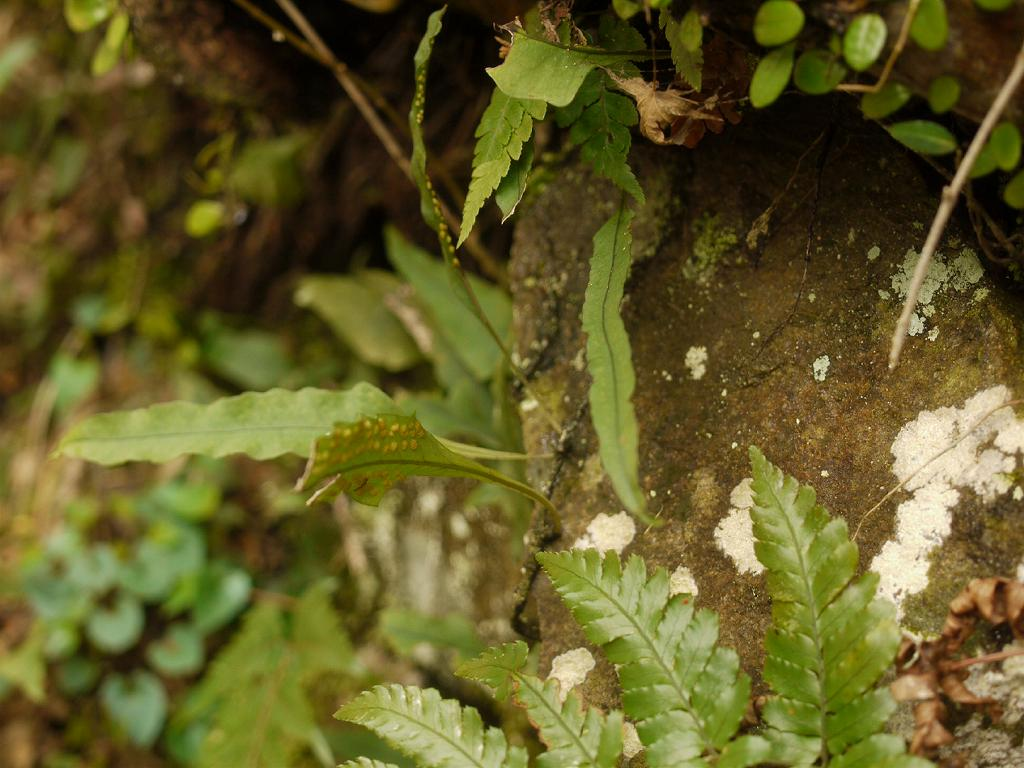
胞子葉

## 近縁種など
同属のものでは、日本にはもう1種、クリハラン N. ensata があるが、遙かに大きい植物であり、見た目では同属と思えないほどに違う。外見的には別属ながらヌカボシクリハラン Microsorium superificiale の方が似ているとの声もある。この種を含めてそれ以外のものとも、葉の形が独特で判別は容易。

## 利用など
山野草として栽培されることもあるようだが、重視はされていない。環境省のレッドデータには記載がない。千葉県、福井県、長崎県で絶滅危惧I類に指定されている。ただし、それらにおいても、採集圧はさほど考慮されていない。